# 梅丽莎·普斯皮塔·萨里
梅丽莎·普斯皮塔·萨里（2004年5月11日—），印尼女子羽毛球運動員。2022年1月4日，世界青少年排名登顶女双第一位。

## 簡歷
2021年，梅丽莎·普斯皮塔·萨里与搭档瑞秋·阿莱西娅·罗斯出战丹麦青年羽毛球国际赛，在女双决赛以2比0（21-7、21-10）横扫队友的Savira Nurul Husnia／Kelly Larissa，夺得了首个青年国际赛女双冠军。同年，她与瑞秋·阿莱西娅·罗斯出战芬兰青年国际系列赛，在女双决赛以2比0（21-11、21-15）轻取东道主的Catlyn Kruus／Ramona Üprus，夺得了第二座青年国际赛女双冠军。

## 主要比賽成績
只列出曾進入準決賽的國際賽事成績：
| 年份   | 賽事                     | 公開賽級別 | 項目     | 拍檔               | 成績   |
| ------ | ------------------------ | ---------- | -------- | ------------------ | ------ |
| 2022年 | 斯洛文尼亞羽毛球國際賽   | 國際系列賽 | 女子雙打 | 瑞秋·阿莱西娅·罗斯 | 冠軍   |
| 2022年 | 世界青年羽毛球錦標賽     | 其他       | 混合團體 | －                 | 季軍   |
| 2022年 | 世界青年羽毛球錦標賽     | 其他       | 女子雙打 | 瑞秋·阿莱西娅·罗斯 | 亞軍   |
| 2023年 | 東南亞運動會羽毛球比賽   | 其他       | 女子雙打 | 瑞秋·阿莱西娅·罗斯 | 亞軍   |
| 2023年 | 印尼泗水羽毛球大師賽     | 超級100賽  | 女子雙打 | 瑞秋·阿莱西娅·罗斯 | 亞軍   |
| 2023年 | 奧迪沙羽毛球大師賽       | 超級100賽  | 女子雙打 | 瑞秋·阿莱西娅·罗斯 | 冠軍   |
| 2024年 | 亞洲羽毛球團體錦標賽     | 其他       | 女子團體 | －                 | 季軍   |
| 2024年 | 奧爾良羽毛球大師賽       | 超級300賽  | 女子雙打 | 瑞秋·阿莱西娅·罗斯 | 冠軍   |
| 2024年 | 優霸盃                   | 其他       | 女子團體 | －                 | 亞軍   |
| 2025年 | 泰國羽毛球大師賽         | 超級300賽  | 女子雙打 | 瑞秋·阿莱西娅·罗斯 | 準決賽 |
| 2025年 | 亞洲羽毛球混合團体錦標賽 | 其他       | 混合團体 | －                 | 冠軍   |
| 2025年 | 台北羽毛球公開賽         | 超級300賽  | 女子雙打 | 瑞秋·阿萊西婭·羅斯 | 準決賽 |
| 2025年 | 澳門羽毛球公開賽         | 超級300賽  | 女子雙打 | 瑞秋·阿萊西婭·羅斯 | 準決賽 |

| 2007-2017年 | 首要超級賽 | 超級賽 | 黃金大獎賽 | 大獎賽 | 國際挑戰賽 | 國際系列賽 | 未來系列賽 | 其他 |

| 2018-2026年 | 總決賽 | 超級1000賽 | 超級750賽 | 超級500賽 | 超級300賽 | 超級100賽 | 國際挑戰賽 | 國際系列賽 | 未來系列賽 | 其他 |